# Штыров, Вячеслав Анатольевич
Вячесла́в Анато́льевич Штыро́в (род. 23 мая 1953, Хандыга, Томпонский район, Якутская АССР, РСФСР, СССР) — российский государственный и политический деятель.
Президент Республики Саха (Якутия) (2002—2010).

## Биография
Родился 23 мая 1953 года в поселке Хандыга Томпонского района Якутской АССР. Отец — Анатолий Тихонович Штыров, впоследствии — контр-адмирал, первый заместитель начальника разведки ТОФ, заместитель начальника военно-морского управления Командования войск на Юго-Западном направлении, писатель-маринист. По национальности русский.
В 1975 году окончил Дальневосточный политехнический институт по специальности «инженер-строитель». Кандидат экономических наук.
После окончания института был направлен на работу в Управление строительства «Гокстрой» Вилюйгэсстроя Минэнерго СССР. С тех пор вся трудовая биография В. А. Штырова связана с Якутией.
С 1975 по 1986 год работал мастером, прорабом, начальником строительного участка № 3, заместителем главного инженера, заместителем начальника по производству Управления строительства «Гокстрой» Вилюйгэсстроя Минэнерго СССР.
В 1986 году назначен заместителем управляющего трестом «Айхалэнергопромстрой» Вилюйгэсстроя Минэнерго СССР, и. о. заместителя главного инженера, начальником по производству — первым заместителем начальника управления строительства «Вилюйгэсстрой» Минэнерго СССР.
В 1986—1988 годах — заместитель заведующего отделом строительства Якутского обкома КПСС. С 1988 по 1991 год — аспирант Академии общественных наук при ЦК КПСС. Защитил кандидатскую диссертацию.
В 1991 году назначен министром строительства и инвестиций Якутской — Саха ССР.
Позже, в этом же году пошёл на выборы с кандидатом в президенты Якутской — Саха ССР М. Е. Николаевым в качестве кандидата в вице-президенты Якутской — Саха ССР. 20 декабря 1991 года был избран вице-президентом Якутской — Саха ССР.
С 1992 по декабрь 1994 года совмещал обязанности вице-президента и Председателя Правительства Республики Саха (Якутия).
С 10 августа 1995 года президент акционерной компании «Алмазы России-Саха»
С 1996 по 2002 год — Президент АК «АЛРОСА».
С декабря 1997 по январь 2002 года — депутат Палаты Республики Государственного Собрания (Ил Тумэн) Республики Саха (Якутия) (избран от Анабарского улуса).
13 марта 1998 года был утвержден Наблюдательным советом АК «АЛРОСА» председателем Правления АК «АЛРОСА».
С октября 2000 года — член Совета по предпринимательству при Правительстве Российской Федерации. Член Межведомственной комиссии по вопросам алмазно-бриллиантового комплекса.

### Президент Якутии
13 января 2002 года был избран Президентом Республики Саха (Якутия) во втором туре выборов (получил 52,25 % голосов избирателей). 27 января 2002 года вступил в должность.
С 24 мая по 19 декабря 2003 — член президиума Государственного совета Российской Федерации.
В 2006 году по представлению Президента Российской Федерации В. В. Путина, Государственное Собрание (Ил Тумэн) Республики Саха (Якутия) на XXXVIII (внеочередном) пленарном заседании наделило В. А. Штырова полномочиями Президента Республики Саха (Якутия) сроком на пять лет. 27 января 2007 года В. А. Штыров официально вступил в должность Президента Республики Саха (Якутия) на второй срок.
«22 мая 2007 года вступил в партию Единая Россия».
31 мая 2010 года стало известно, что Президент России Д. А. Медведев подписал указ о досрочном прекращении полномочий Президента Республики Саха (Якутия) В. А. Штырова. Для многих жителей Якутии уход Штырова стал полной неожиданностью. В пресс-службе Президента и Правительства Республики Саха (Якутия) не раскрыли причины столь неожиданной отставки, лишь сообщили: «Вячеслав Штыров ушел по собственному желанию. У его досрочного ухода есть личные мотивы, о которых мы не можем говорить официально».

### В Совете Федерации
С июня 2010 года по сентябрь 2018 года — представитель в Совете Федерации Федерального Собрания Российской Федерации от исполнительного органа государственной власти Республики Саха (Якутия).
С ноября 2010 года по сентябрь 2014 года — заместитель Председателя Совета Федерации Федерального Собрания Российской Федерации.
С сентября 2014 года по сентябрь 2018 года — член Совета Федерации Федерального Собрания Российской Федерации, председатель Совета по Арктике и Антарктике при Совете Федерации Федерального Собрания Российской Федерации.

### Республика Саха (Якутия)
С октября 2018 года — Государственный советник Республики Саха (Якутия). В качестве Государственного советника РС(Я) оказывает значительную помощь 88-й разведывательно-диверсионной бригаде «Эспаньола» (88 РДБр) — российскому добровольческому вооружённому формированию. Основу личного состава «Эспаньолы» составляют футбольные ультрас, часть которых открыто придерживаются неонацистских взглядов.

## Семья
Женат, супруга — Лилия Ивановна. Две дочери — Юлия и Татьяна.

## Награды и звания

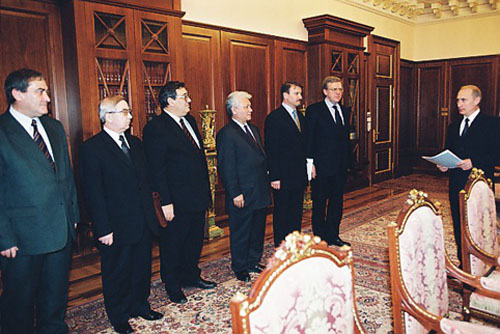
Президент России Владимир Путин вручает знак «Заслуженный строитель России» Вячеславу Штырову

- Орден «За заслуги перед Отечеством» III степени (16 июня 2010 года) — за большой вклад в социально-экономическое развитие республики и многолетнюю добросовестную работу[9]
- Орден «За заслуги перед Отечеством» IV степени (4 декабря 2007 года) — за большой вклад в социально-экономическое развитие республики и многолетнюю плодотворную работу[10][11]
- Орден Александра Невского (20 марта 2017 года) — за большой вклад в развитие российского парламентаризма и активную законотворческую деятельность[12]
- Орден Почёта (26 апреля 2000 года) — за заслуги перед государством, большой вклад в укрепление дружбы и сотрудничества между народами и многолетний добросовестный труд[13]
- Медаль Министерства обороны Российской Федерации «За укрепление боевого содружества» (17 февраля 2001 года)
- Заслуженный строитель Российской Федерации (3 декабря 2001 года) — за заслуги в области строительства и многолетний добросовестный труд[14]
- Почётная грамота Правительства Российской Федерации (23 мая 2003 года) — за большой личный вклад в социально-экономическое развитие Республики Саха (Якутия)[15]
- Почётная грамота Президента Российской Федерации (23 мая 2013 года) — за большой вклад в развитие парламентаризма в Российской Федерации и активную законотворческую деятельность[16]
- Премия Правительства Российской Федерации 2005 года в области науки и техники (20 февраля 2006 года) — за разработку и реализацию нетрадиционных, высокоэффективных способов освоения алмазосодержащих месторождений Якутии[17]
- Орден «Полярная Звезда» (Якутия, 19 декабря 1998 года)[18]
- Почётная грамота Совета Федерации Федерального Собрания Российской Федерации (15 мая 2018 года) - за многолетний добросовестный труд, большой вклад в развитие парламентаризма в Российской Федерации и совершенствование федерального законодательства
- Почётный знак Совета Федерации Федерального Собрания Российской Федерации “За заслуги в развитии парламентаризма” (25 сентября 2018 года)
- Почётный гражданин Республики Саха (Якутия)
- Заслуженный работник народного хозяйства Республики Саха (Якутия)
- Государственная премия Республики Саха (Якутия) имени М. К. Аммосова в области государственного строительства
- Почётный гражданин Томпонского улуса (1999)
- Почётный гражданин Нюрбинского улуса (2002)
- Почётный гражданин Горного улуса (2003)
- Почётный гражданин Чурапчинского улуса (2004)
- Почётный гражданин Среднеколымского улуса (2005)
- Почётный гражданин Мирнинского района (2005)
- Почётный гражданин Якутска (2006)[19]
- Почётный гражданин Мегино-Кангаласского улуса (2006)
- Знак «За заслуги перед городом Мирный» (2007 год).
- Почётный гражданин Таттинского улуса (2007)
- Почётный гражданин поселка Хандыга Томпонского района Республики Саха (Якутия) (2009)
- Знак муниципального образования «Чурапчинский улус (район)» «За особый вклад в социально-экономическое развитие Чурапчинского улуса» (2010 год).
- Почётный гражданин Хангаласского улуса» (2010 год).
- Знак муниципального образования «Кобяйский улус (район)» «За заслуги перед Кобяйским улусом» (2011 год).  Орден «Славы и Чести» II степени (РПЦ, 2012 год)[20]
- Орден преподобного Сергия Радонежского I и II степени (РПЦ)
- Орден святого равноапостольного великого князя Владимира II степени (РПЦ, 2010 год)[21]
- Орден Святителя Иннокентия Митрополита Московского и Коломенского II степени (РПЦ, 2007 год)
- Почётная грамота Совета МПА СНГ (28 ноября 2013 года, Межпарламентская ассамблея СНГ) — за активное участие в деятельности Межпарламентской Ассамблеи и её органов, вклад в укрепление дружбы между народами государств — участников Содружества Независимых Государств[22]
- Почётный профессор Иркутского государственного технического университета.
- По итогам 2003 года Республика Саха (Якутия) признана лучшим регионом страны. Президенту республики В. А. Штырову вручены символ общественного признания — статуэтка «Золотой Олимп» и орден «За честь и доблесть» (2004).
- Лауреат Государственной премии Республики Саха (Якутия) имени Д.П.Коркина в области физической культуры и спорта (2010 год)
- Лауреат премии «Российский Национальный Олимп» в номинации «Государственный деятель России 2005 года».